# Sherry Turkle

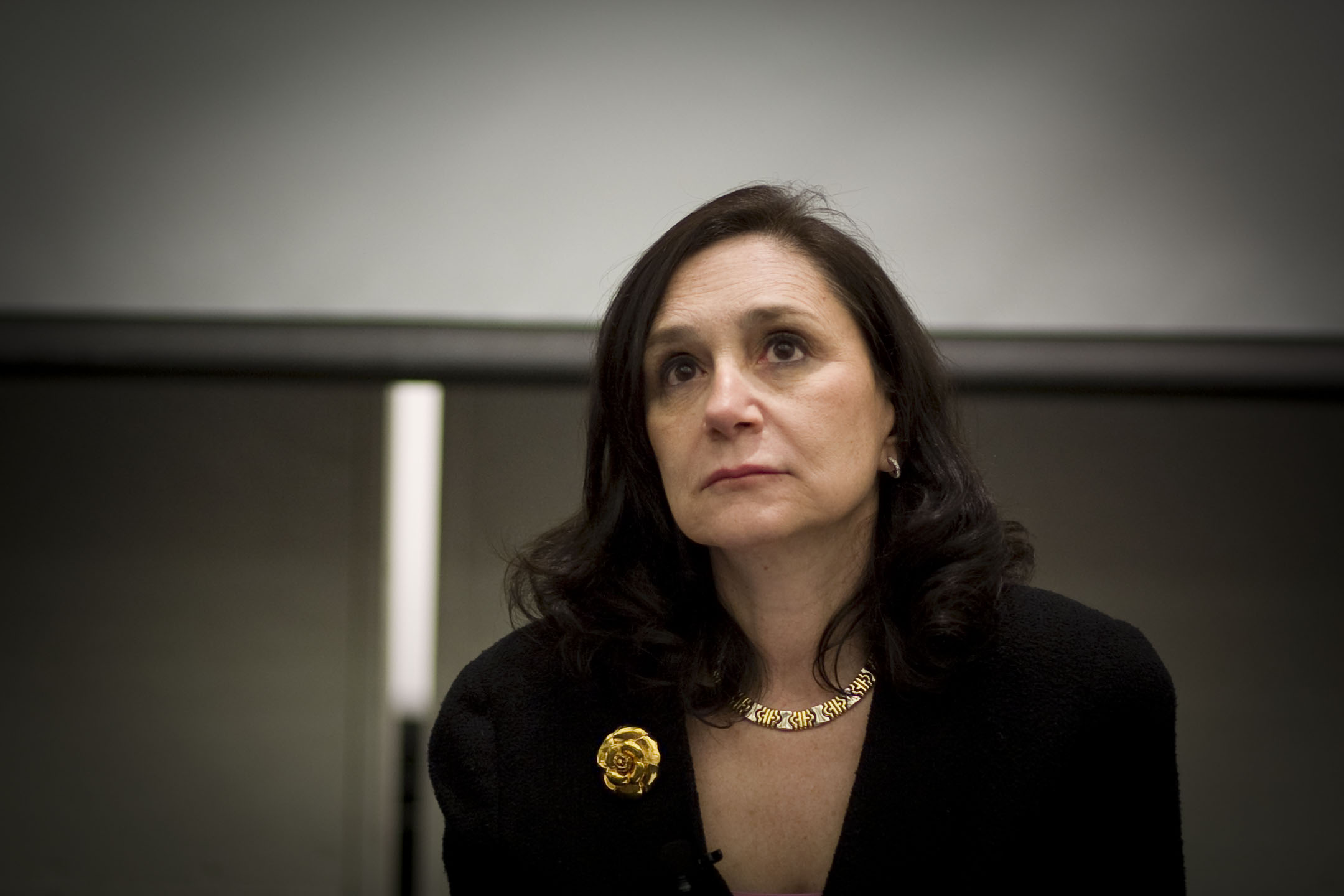
Sherry Turkle (2009)

Sherry Turkle (* 18. Juni 1948 in New York) ist eine US-amerikanische Soziologin und Professorin für Science, Technology and Society am Massachusetts Institute of Technology (MIT). Ihre Forschungen konzentrieren sich auf Psychoanalyse und Kultur und auf die psychologische Beziehung, die Menschen zu technischen Geräten, insbesondere Computern unterhalten.

## Leben
Mit ihren Forschungen, die 1984 zu The Second Self führten, begann Turkle 1976. Sie interessierte sich dafür, was Computer für Menschen verschiedenen Alters und verschiedenen Geschlechts bedeuten und wie sie ihr Selbstbild beeinflussen. Sie untersuchte Kinder, Hacker und Angehörige der AI-Gemeinde (Künstliche Intelligenz). Dabei verglich sie die Entstehung der Computerkultur mit dem Erfolg der Psychoanalyse in der amerikanischen Kultur, da beide ein Vokabular und Metaphern bereitstellten, mit denen die Menschen versuchten zu begreifen, wer sie sind.
Turkle ist gegenüber den Möglichkeiten der Technik und des Internets positiv eingestellt. Sie macht aber auch darauf aufmerksam, dass menschliche Fähigkeiten wie Denken, Zuhören und Sprechen zurückgedrängt werden können.
2014 wurde Turkle in die American Academy of Arts and Sciences gewählt.

## Werk
- Psychoanalytic Politics: Jacques Lacan and Freud's French Revolution. New York: Basic Books, 1978
- The Second Self: Computers and the Human Spirit. 1984
  - Die Wunschmaschine. Der Computer als zweites Ich. Übersetzung Nikolaus Hansen. Rowohlt, Reinbek 1984, ISBN 3-499-18135-5
  - Die Wunschmaschine. Vom Entstehen der Computerkultur. Übersetzung Nikolaus Hansen. Rowohlt, Reinbek 1991, ISBN 3-498-06482-7
- Life on the Screen: Identity in the Age of the Internet.1995, ISBN 0-684-83348-4.
  - Leben im Netz: Identität in Zeiten des Internet. Übersetzung Thorsten Schmidt. Rowohlt, Reinbek bei Hamburg 1998
- Das zweite Ich – Computer als kulturelle und pädagogische Herausforderung. In: Hartmut Mitzlaff (Hrsg.): Internationales Handbuch Computer (ICT), Grundschule, Kindergarten und Neue Lernkultur. Schneider Verlag, Hohengehren 2007, ISBN 978-3-8340-0142-9, S. 30–40
- Falling For Science: Objects in Mind. 2008
- Alone Together. Basic Books, 2011, ISBN 978-0-465-01021-9
  - Verloren unter 100 Freunden: Wie wir in der digitalen Welt seelisch verkümmern. Übersetzung Joannis Stefanidis. München: Random House, 2012
- Reclaiming Conversation. The Power of Talk in a Digital Age. New York: Penguin Press, 2015
- The Empathy Diaries. A Memoir. Penguin Press, 2021, ISBN 978-0-5255-6009-8.